# Мошчиска
Мошчѝска (на полски: Mościska, [mɔɕˈt͡ɕiska]) е село във Великополско войводство, северна Полша, част от община Висока на Пилски окръг. Населението му е 291 души (2011 г.).
Разположено е на 98 m надморска височина в Средноевропейската равнина, на 18 km източно от град Пила и на 86 km северно от Познан.